# Utetheisa ruberrima
Utetheisa ruberrima là một loài bướm đêm thuộc phân họ Arctiinae, họ Erebidae.